# NGC 4164
NGC 4164 é uma galáxia elíptica (E3) localizada na direcção da constelação de Virgo. Possui uma declinação de +13° 12' 21" e uma ascensão recta de 12 horas, 12 minutos e 05,4 segundos.
A galáxia NGC 4164 foi descoberta em 22 de Março de 1878 por Ernst Wilhelm Leberecht Tempel.